# Miklós Gábor

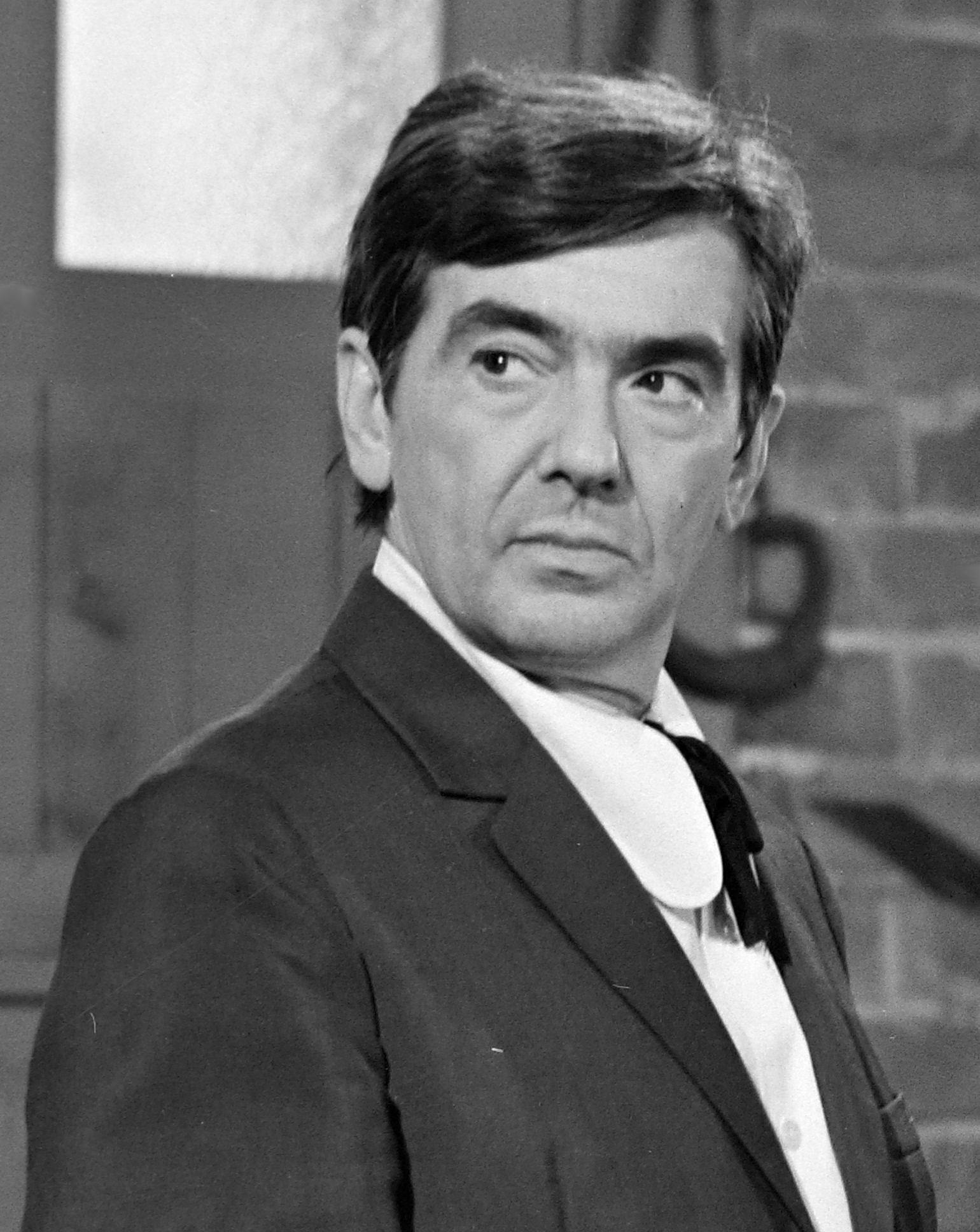

Miklós Gábor [ˈmikloːʃ ˈɡaːbor] (* 7. April 1919 in Zalaegerszeg; † 2. Juli 1998 in Budapest) war ein ungarischer Theater- und Filmschauspieler.

## Leben und Werk
Gábor absolvierte 1937 bis 1940 die Schauspielakademie in Budapest und war 1941 bis 1945 am Imre-Madách-Theater engagiert. 1945 bis 1954 war er am Nationaltheater (Budapest) tätig, danach 1954 bis 1975 wieder am Madách-Theater, später wieder am Nationaltheater und an anderen großen Bühnen des Landes. Breite Popularität gewann Gábor vor allem als Filmschauspieler. Der gutaussehende, sensible Darsteller begann seine Filmkarriere 1947 in Géza von Radványis Irgendwo in Europa (Valahol Európában) und wurde in den 1960er-Jahren zu so etwas wie einem ungarischen Pendant von Marcello Mastroianni oder Yves Montand. Typisch ist die (imaginäre) Heldenrolle, die er in István Szabós erstem großen Erfolg Vater (Apa) spielen durfte.
Gábor war in erster Ehe mit der Schauspielerin Éva Ruttkai verheiratet, mit der er 1953 eine Tochter bekam. Nach der Scheidung heiratete er die Schauspielerin Éva Vass.

## Filmografie (Auswahl)
- 1947: Irgendwo in Europa (Valahol Európában)
- 1952: Pusztaklänge (Erkel)
- 1955: Budapester Frühling (Budapesti Tavasz)
- 1957: Um Mitternacht (Éjfélkor)
- 1959: Säbel und Würfel (Kard és kocka)
- 1960: Alba Regia… bitte kommen (Alba Regia)
- 1962: Alle Tage Sonntag (Pirosbetűs hétköznapok)
- 1963: Ein Mensch, der nicht existiert (Egy ember, aki nincs)
- 1964: Stunde der Wiederkehr (Négy lány egy udvarban)
- 1966: Vater (Apa)
- 1968: Wände (Falak)
- 1980: Wer spricht denn hier von Liebe? (Ki beszél itt szerelemről?!)